# أوفيديو يونسكو
أوفيديو يونسكو (بالرومانية: Ovidiu Ionescu)‏ هو لاعب تنس الطاولة روماني، ولد في 28 يونيو 1989 في بوزاو في رومانيا.

## وصلات خارجية
- أوفيديو يونسكو على موقع منظمة تنس الطاولة العالمي (الإنجليزية)
- أوفيديو يونسكو على موقع أوليمبيديا (الإنجليزية)
- أوفيديو يونسكو على موقع اللجنة الأولمبية الرومانية (الرومانية)